# Fenildiclorofosfato
Fenildiclorofosfato, diclorofosfato de fenila ou éster fenílico do ácido fosforodiclorídico, é o composto orgânico de fórmula C6H5Cl2O2P, ou Cl2P(=O)OC6H5, massa molecular 210,98. É classificado com o número CAS 770-12-7, CBNumber CB1669062 e EINECS 212-220-6. Apresenta ponto de fusão de -1 °C, ponto de ebulição de 241-243 °C, ponto de fulgor de 112 °C, e densidade de 1,412 g/mL a 25 °C.

## Síntese
É obtido pela reação de fenol com tricloreto de fosforilo (POCl3) com a posterior remoção do cloreto de hidrogênio formado, com a ação de uma base, havendo a formação conjunta de difenilclorofosfato (C12H10ClO3P), o composto difenilado.

## Usos
É usado como um reagente para a preparação de diésteres fosfato.
Tem-se mostrado como um composto altamente eficiente como agente de ativação para o sulfóxido de dimetila na oxidação de Pfitzner-Moffatt, reação que converte álcoois às correspondentes cetonas e aldeídos.